# Moës

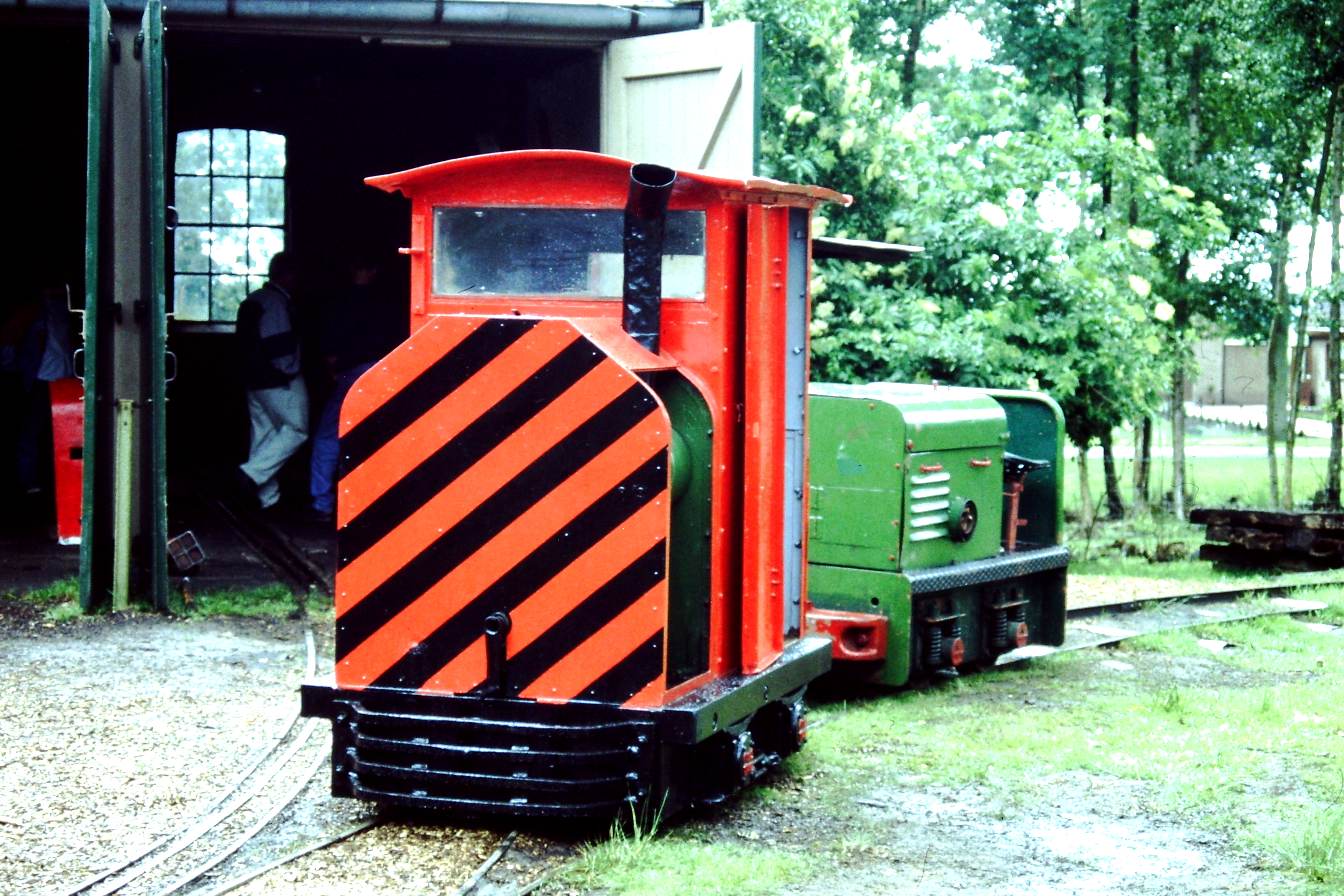
Industrieel Smalspoor Museum (ISM) locomotief 55

Moës Diesel uit Borgworm, België is een leverancier op het gebied van elektriciteit en importeur van dieselmotoren voor de Belgische en Luxemburgse markt.
Het bedrijf is in 1904 opgericht als Fondation de Moës en rond de Eerste Wereldoorlog omgedoopt naar Moës Frères. Vanaf de dertiger jaren ging het bedrijf onder de naam S.A. Moteurs Moës zich toeleggen op de productie van locomotieven voor mijnbouw en industrie, in het bijzonder smalspoor.

## Referentie
1. ↑  http://www.rail.lu/moes.html Overzicht gebouwde Moës locomotieven